# Ritratto di Thomas Howard, secondo conte di Arundel
Il Ritratto di Thomas Howard, secondo conte di Arundel è un dipinto di Antoon van Dyck.
Il ritratto fu eseguito nel primo periodo inglese di van Dyck. Il conte, membro in vista della corte di Giacomo I Stuart e poi di quella di Carlo I Stuart, era un grande collezionista d'arte e mecenate. Fra i suoi protetti c'erano Daniel Mytens e Inigo Jones. Arundel, raffigurato a mezzo busto, era amico di Rubens, e colse immediatamente l'occasione di farsi ritrarre dal giovane van Dyck, che ormai eguagliava il maestro come fama. Il ritratto, da datare fra il 1620 e il 1621, fu uno dei tre lavori eseguiti da van Dyck nel suo primo soggiorno a Londra e richiama la ritrattistica tipica della Venezia rinascimentale, con raffigurati, alle spalle dell'effigiato, un paesaggio verdeggiante ed un grande drappo. Il conte è raffigurato seduto su una poltrona rossa e regge in mano un foglio piegato, probabilmente una lettera, e il Lesser George, il gioiello riservato nei più eminenti cavalieri dell'Ordine della Giarrettiera.
Pur essendo stato chiamato in Inghilterra dal fratello del duca di Buckingham, fu Arundel il vero punto di riferimento per van Dyck. Il conte si occupò persino dell'organizzazione del viaggio in Italia di van Dyck.